# بدر الدين الإدريسي
بدر الدين الإدريسي (4 يناير 1958 -)، صحافي رياضي مغربي، ولد في مدينة سلا، ارتبط اسمه بصيحفة «المنتخب» النصف أسبوعية التي تعتبر من أشهر الصحف الرياضية بالمغرب والتي رأت النور في العام 1986، ويشغل منصب رئيس التحرير لنفس الصحيفة. قبل مساره المهني كصحافي رياضي، مارس في فترة الطفولة والشباب كرة القدم داخل نادي جمعية سلا لكرة القدم في مركز حراسة المرمى.

## المسار التعليمي
تلقى تعليمه الابتدائي بمدرسة السور بمدينة سلا وبعدها تابع تعليمه الثانوي بثانوية النجد بنفس المدينة، ليحرز على شهادة الباكالوريا سنة 1977, ليكمل دراسته الجامعية في كلية الآداب بالرباط، تخصص فلسفة، ولكن شغفه بميدان الصحافة جعله يحترف العمل بالإعلام الرياضي.

## المسار المهني
بدأ مساره المهني ببعض المقالات التي كانت تنشر بجريدة الأنباء المغربية، ثم تقلب بين بعض الصحف، إلا أن أصبح سنة 1978 صحفيا معتمدا بالقسم الرياضي لصحيفة الميثاق الوطني، التي أشرفت بداخلها على إستصدار «الميثاق الرياضي» كصحيفة رياضية مستقلة، وما بين سنتي 1984 و1986 عمل محررا رياضيا بمجلة الصقر القطرية، ومنذ سنة 1986 وهو يشغل مهمة رئيس تحرير لجريدة «المنتخب» التي أسستها قبل عشرين سنة مع الصحافيين الرياضيين مصطفى بدري ومحمد بنيس.
كما أنه يشغل رئيسا للجمعية المغربية للصحافة الرياضية ونائبا لرئيس الاتحاد العربي للصحافة الرياضية وقام بتغطية العديد من التظاهرات الرياضية ككأس العالم 1994 بأمريكا ودورات كاس أفريقيا 1986 بمصر و 1988 بالمغرب و 1992 ثم الألعاب الاولمبية عام 2012 بلندن وكأس الخليج وكأس أمم اسيا، كما ساهم في تنشيط برنامج «الضيف الخامس» الذي كان يعده ويقدمه الزميل الاستاذ مصطفى بدري المدير المسؤول لجريدة «المنتخب»، وحاليا محللا ببرنامج «الماتش» على قناة ميدي 1 تي في، علما أنه عملا محللا بعدة قنوات أبرزها «بي إن سبورت»، و«أبو ظبي الرياضية»، و«قنوات الكأس».